# NSB Type 29a
Die Type 29a waren Heißdampf-Lokomotiven, die von 1913 bis 1920 in sieben Exemplaren mit den Fabriknummern 78, 79, 90, 91, 108, 116 und 122 von Hamar Jernstøberi in Hamar für Norges Statsbaner gebaut wurden.

## Geschichte
Die Lokomotiven wurden ab 1913 als Ergänzung für die Type 28a und Ersatz für die Nassdampflokomotiven der NSB Type 19a beschafft. Ihre Zugleistung betrug 44 voll beladene Erzwagen. Wegen der kurzen Drehscheiben auf der Ofotbane erfolgte der Bau ohne Laufachse.
Nach der Elektrifizierung der Ofotbane im Jahr 1923 wurden die Lokomotiven nach Süden umbeheimatet. Vier von ihnen kamen auf der Østfoldbane südlich von Oslo zum Einsatz, wo sie Güterzüge mit bis zu 1500 Tonnen beförderten.

## NSB Type 39a
Zur gleichen Zeit wurden auf der Bergensbane schwerere Güterzuglokomotiven benötigt. Deshalb wurden 1926 die 166 und 1927 die 167 und 168 zur Reduzierung des Achsdrucks umgebaut. Dazu wurden Rahmen und Kessel nach vorne verlängert und eine vordere Laufachse angefügt. Die Arbeiten wurden von der Norsk Maskin Industri ausgeführt. Die mit Laufachsen versehenen Lokomotiven erhielten die Baureihenbezeichnung Type 39a.
Nach der Elektrifizierung der Østfoldbane 1939 wurden die 169 und die 309 sowie 1940 die 170 und die 308 in gleicher Weise umgebaut. Die 170 wurde von 12. Juni 1940 bis 1. November 1942 im Kreis Trondheim eingesetzt und kam erst dann zur Bergensbane, während die anderen drei Lokomotiven sofort nach dem Umbau dorthin versetzt worden waren.
Nach dem Zweiten Weltkrieg wurde die Type 39a häufig mit den immer schwerer werdenden Güterzügen zwischen Ål und Voss eingesetzt, Nr. 5511/5512, Nr. 5513/5514 und Nr. 5531/5532. Nach der Übernahme der Güterzüge durch die Diesellokbaureihe Di 3 ab dem 17. November 1958 wurden fünf Exemplare zwischen dem 29. Dezember 1958 und dem 17. Januar 1959 ausgemustert und verschrottet. Die 169 und die 308 wurden nach Oslo versetzt und zwischen Oslo Ø. und Alnabru nach Hønefoss und Jaren eingesetzt. Nachdem auch diese Strecke ab dem 1. Februar 1961 elektrifiziert wurde, erfolgt die Abstellung in der NSB Verksted Grorud und die Ausmusterung zum 9. Februar 1963.

## Unfall
Die 39a 169 war am 28. Februar 1944 am Eisenbahnunfall von Breifoss auf der Bergensbane beteiligt.